# Ыбица
«Ы́бица» — мультифестиваль, проводимый с 2011 по 2014 год на территории «Финно-угорского этнокультурного парка» в селе Ыб Сыктывдинского района Республики Коми. В 2015 году фестиваль проходил в городе Сыктывкаре.
Концепция фестиваля — «многообразие в единстве». Поэтому на площадках фестиваля в целях популяризации этнокультурного наследия финно-угорских народов, музыкальных субкультур и молодёжного творчества выступают коллективы, поющие и играющие в разных жанрах, из различных стран, регионов и городов России. Мультифестиваль пропагандирует культуру живой музыки и здоровый образ жизни.
В 2012 году программа включала более 40 концертов разноформатных коллективов, работающих в стилях рок, поп, рэп, техно, причём обязательно с живым звуком.
Зимой в Финно-угорском этнокультурном парке проводился спортивный праздник Зимняя Ыбица.

## Тематические зоны
- Ремесленная поляна.

Ярмарка народных ремёсел с участием мастеров декоративно-прикладного искусства, выставка-продажа, мастер-классы.
- Кулинарная поляна.

Повара из финно-угорских регионов готовят традиционные блюда своих народов. Желающим предложена дегустация.
- Вкусная поляна.

Для посетителей фестиваля организуются пункты продажи продуктов питания, чая, кофе, питьевой воды, напитков.
- Спортивная поляна.

Игры финно-угорских народов, национальные забавы.
- Художественная поляна.

Экспозиция работ художников, боди-арт.
- Сказочная тропа.

Игровая программа для детей по легендам и сказкам финно-угорских народов. Их взору предстанет домик Яг-Морта, избушка охотника, колодец желаний, норка лисы, пенек счастья, дупло пожеланий.
- Детская площадка.

Игровые программы, мастер-классы, аттракционы.
- Выставки.

Выставки, показы и экспозиции в здании Конгресс-холла.
- Средневековые бои.

Гладиаторские бои, стрельба из арбалета и лука.

## Хронология событий

### Ыбица 2011
- Дата проведения: 21 августа 2011 года.

Первый фестиваль был посвящён 90-летию республики Коми. По мнению журналистки «Комсомольской правды» Софьи Исаковой, первый фестиваль 
вспоминается её гостям, как сомнительное удовольствие...
Были отмечены просчёты в организации, в частности проблемы с транспортом (огромные пробки, недостаточное количество парковочных мест, недостаток автобусов). В свою очередь, глава Коми Вячеслав Гайзер выразил надежду, что к следующему фестивалю организационные ошибки будут исправлены.

### Ыбица 2012
- Дата проведения: 23 — 24 июня 2012 года.

На этот раз официальный портал республики Коми отметил, что с организацией «Ыбицы» всё в порядке. В отличие от фестиваля 2011 года вход на территорию этнопарка был платный (50 рублей за билет на один день, 100 рублей за билет на посещение двухдневной программы). Также стал платным проезд на специальном автобусе из Сыктывкара и Эжвы.
В первый день «Ыбицы» на сценах мультифестиваля выступали гости республики из финно-угорских стран и регионов, а также коллективы из Коми, работающие с этноматериалом. С 20:00 до 23:00 проводилась беспрецедентная интернет-трансляция — происходящее в парке смогли увидеть жители 165 городов России и мира. Обеспечивала трансляцию телекомпания «Первый Интернет Канал» при помощи компаний «Ростелеком» и «Парма-Информ».
Во второй день, 24 июня, специальными гостями были краснодарская команда «Триада» и группа SNAP! feat Turbo B. из США. В течение проведения всего фестиваля выступали лучшие рэперы, диджеи, молодые музыканты, танцоры и актёры Коми.

### Ыбица 2013
- Дата проведения: 24 — 25 августа 2013 года.

В качестве хедлайнеров мультифестиваля выступили группы «Бурановские бабушки» и The Rasmus

### Ыбица 2014
- Дата проведения: 23 — 24 августа 2014 года.

### Ыбица 2015
- Дата проведения: 15 августа 2015 года.